# Сиудад Мадеро
Сиудад Мадеро (на испански: Ciudad Madero) е град в щата Тамаулипас, Мексико. Разположен е в най-югоизточната част на щата на Мексиканския залив и река Рио Пануко. Сиудад Мадеро е с население от 197 216 жители (по данни от 2010 г.), което го прави 6-и по население в щата. Общата площ на града е 46,60 км². Сиудад Мадеро носи името на един от президентите на Мексико Франсиско Мадеро.